# Achondrostoma arcasii
Achondrostoma arcasii är en fiskart som först beskrevs av Steindachner, 1866.  Achondrostoma arcasii ingår i släktet Achondrostoma och familjen karpfiskar. IUCN kategoriserar arten globalt som sårbar. Inga underarter finns listade i Catalogue of Life.

## Bildgalleri

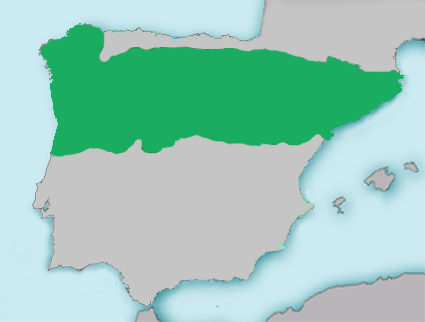
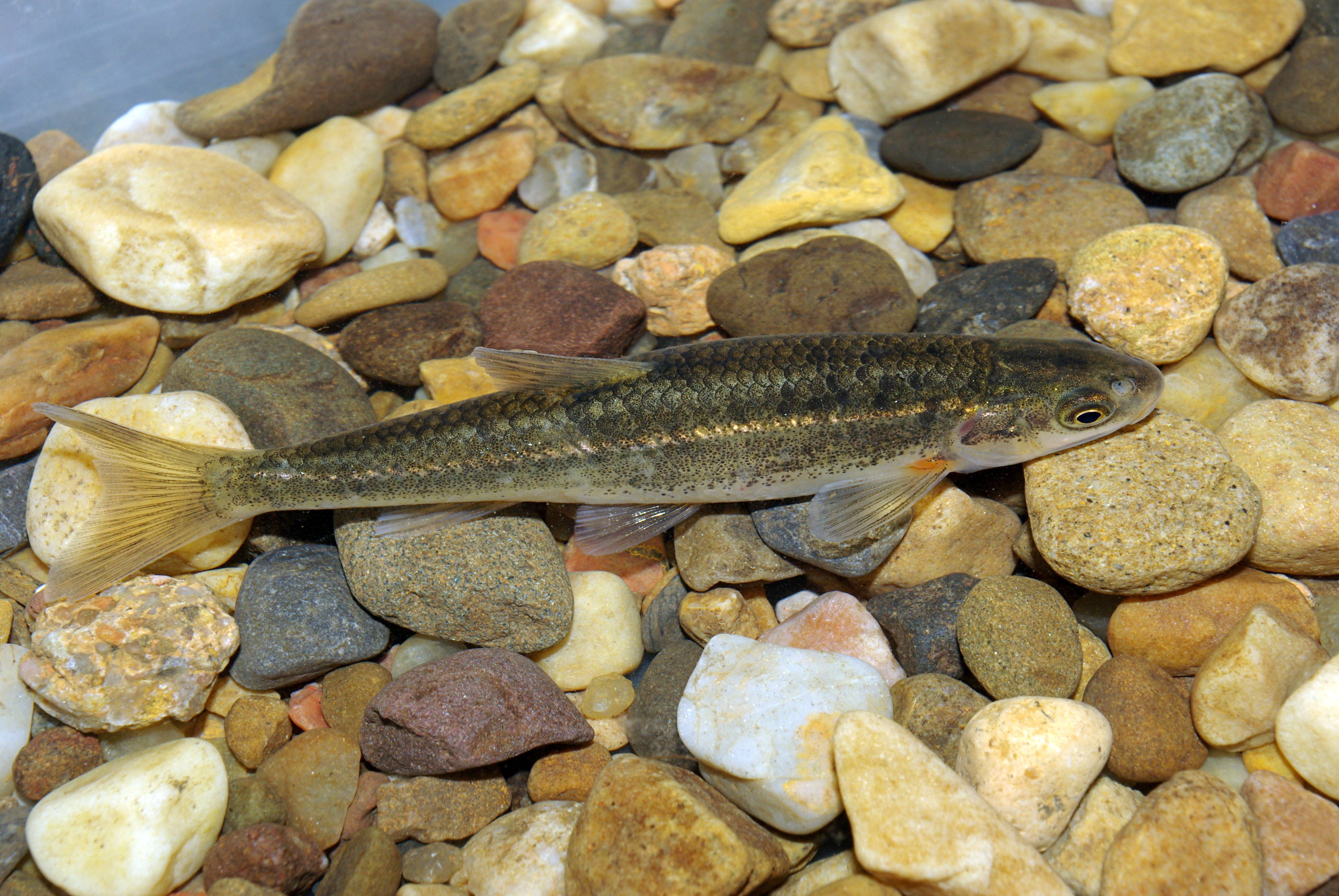
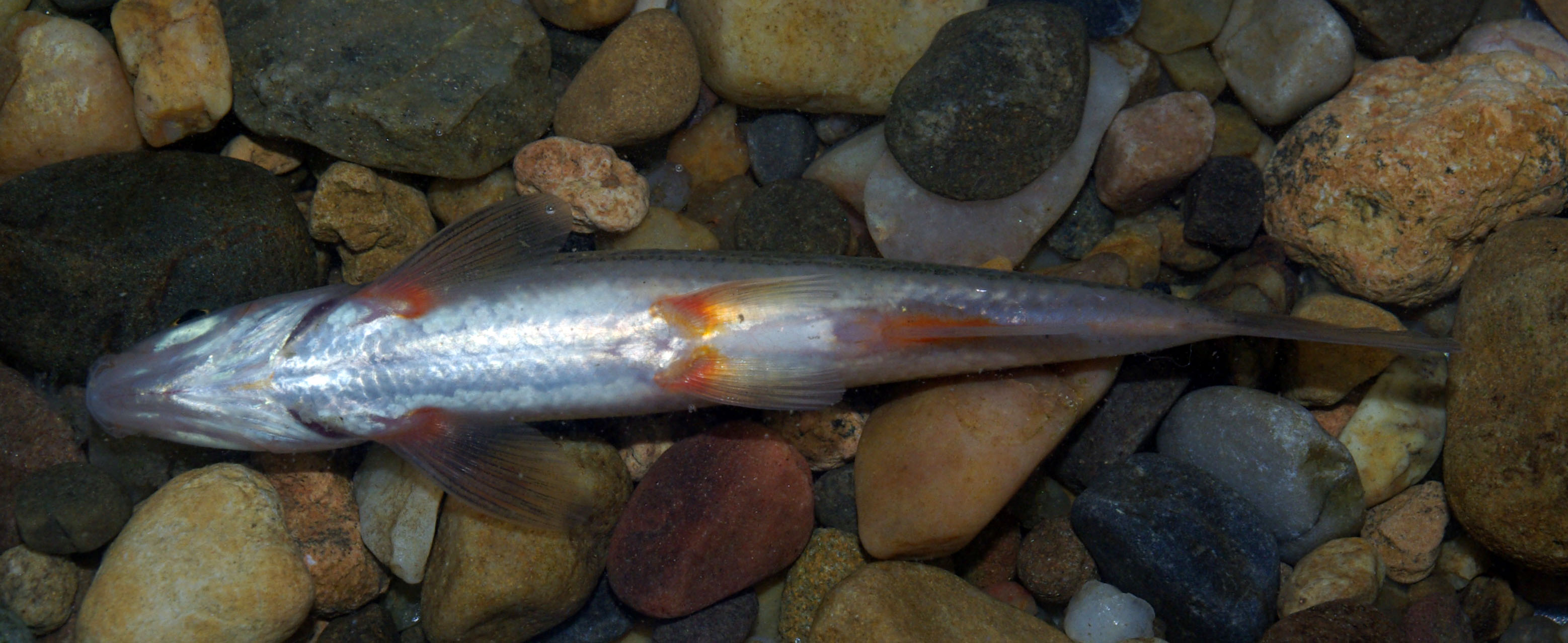
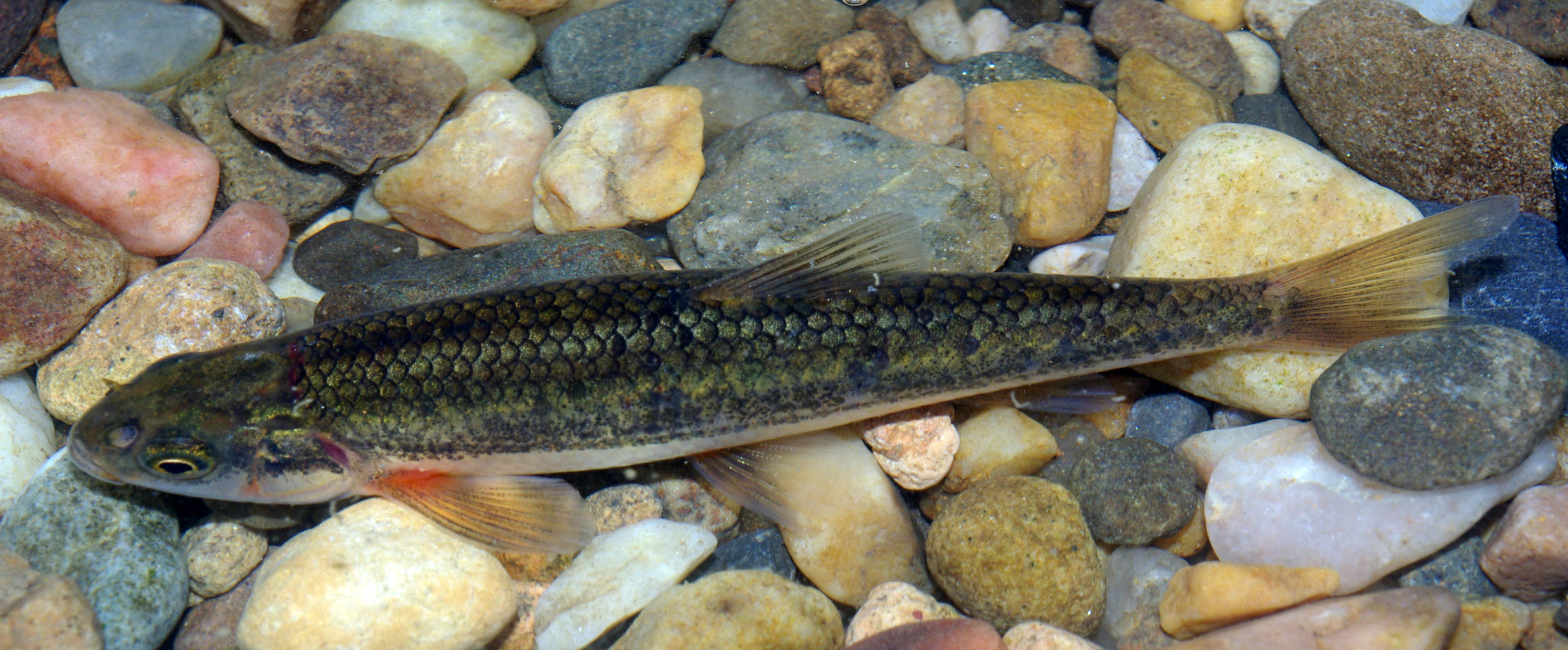
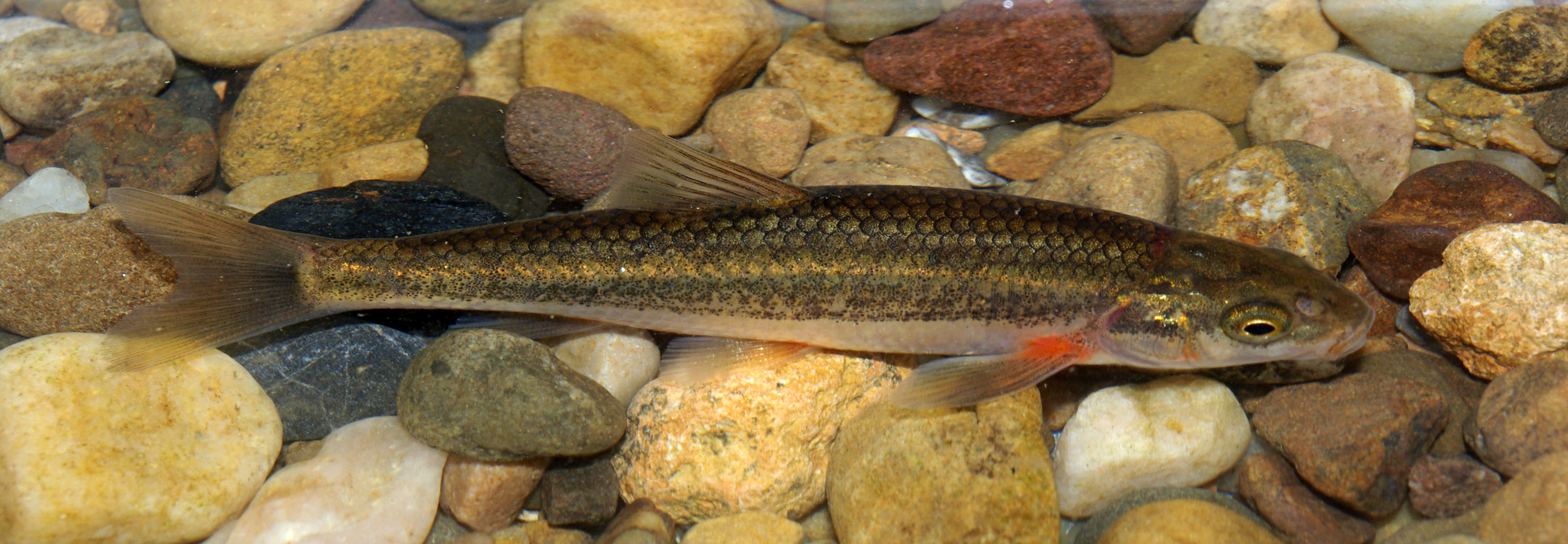